# Detrito spaziale

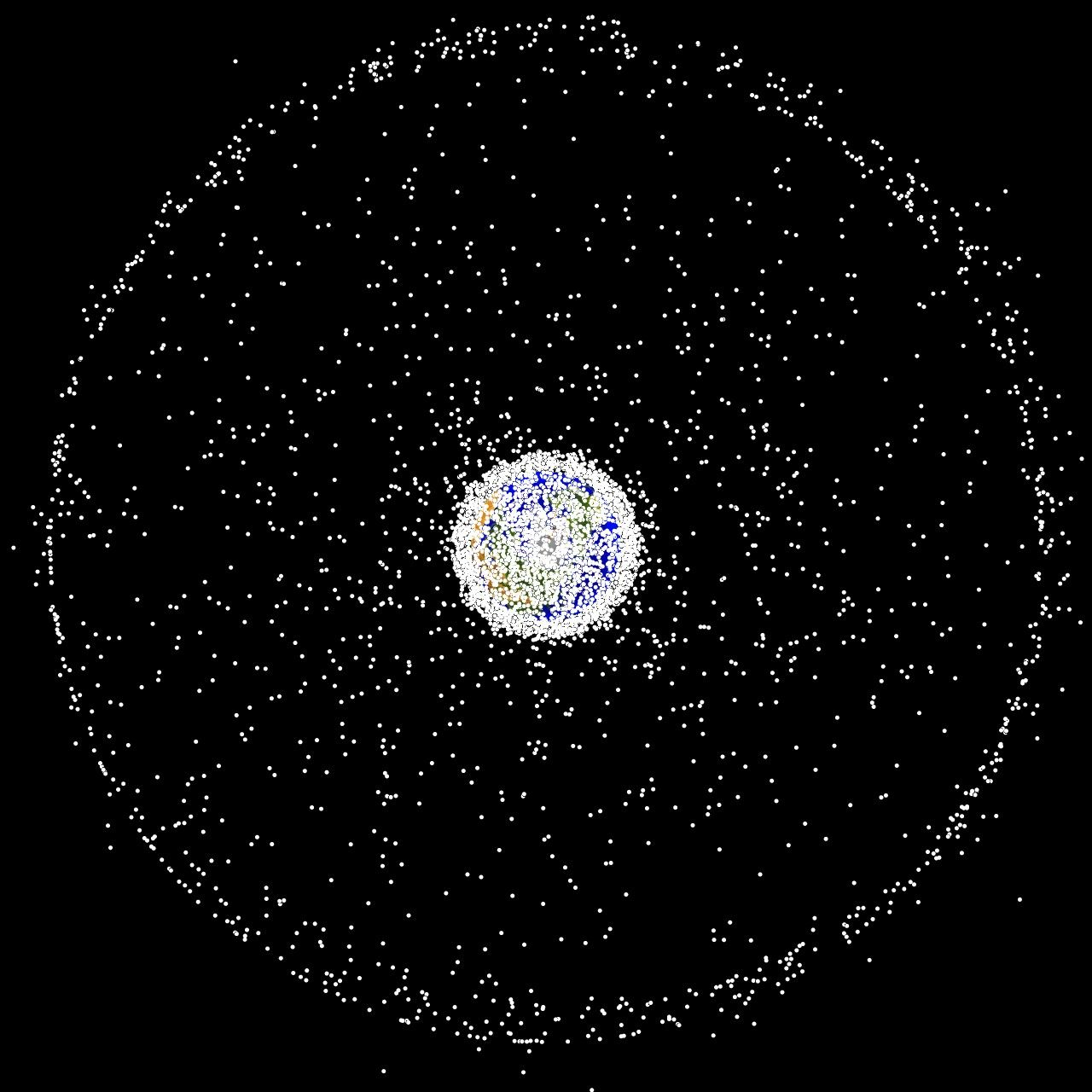
Detriti spaziali in un'orbita GEO visti dal polo

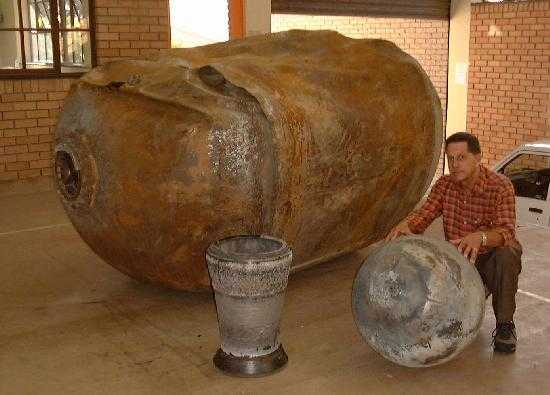
Componenti di un razzo Delta II caduti in Sudafrica

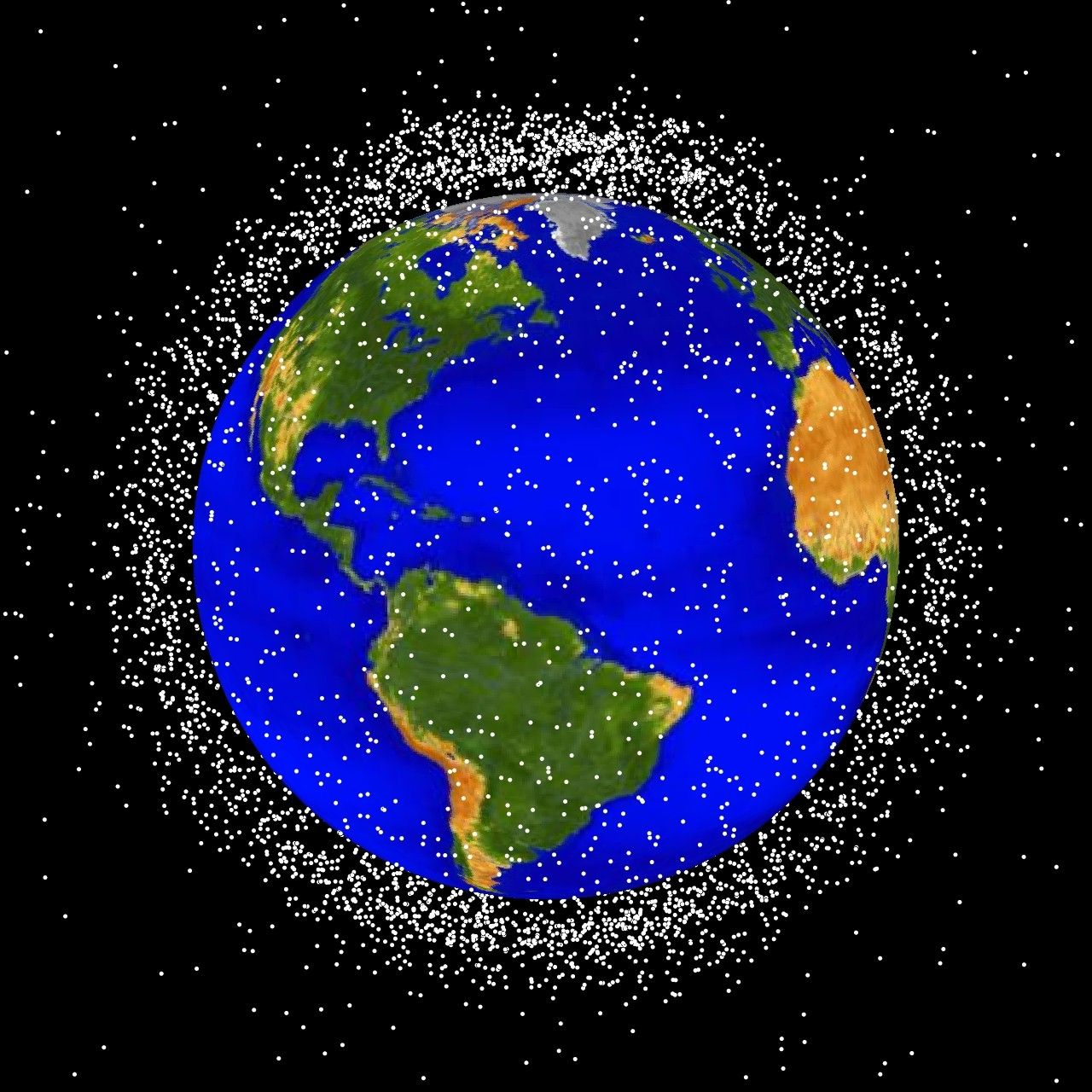
Detriti localizzati su orbite LEO

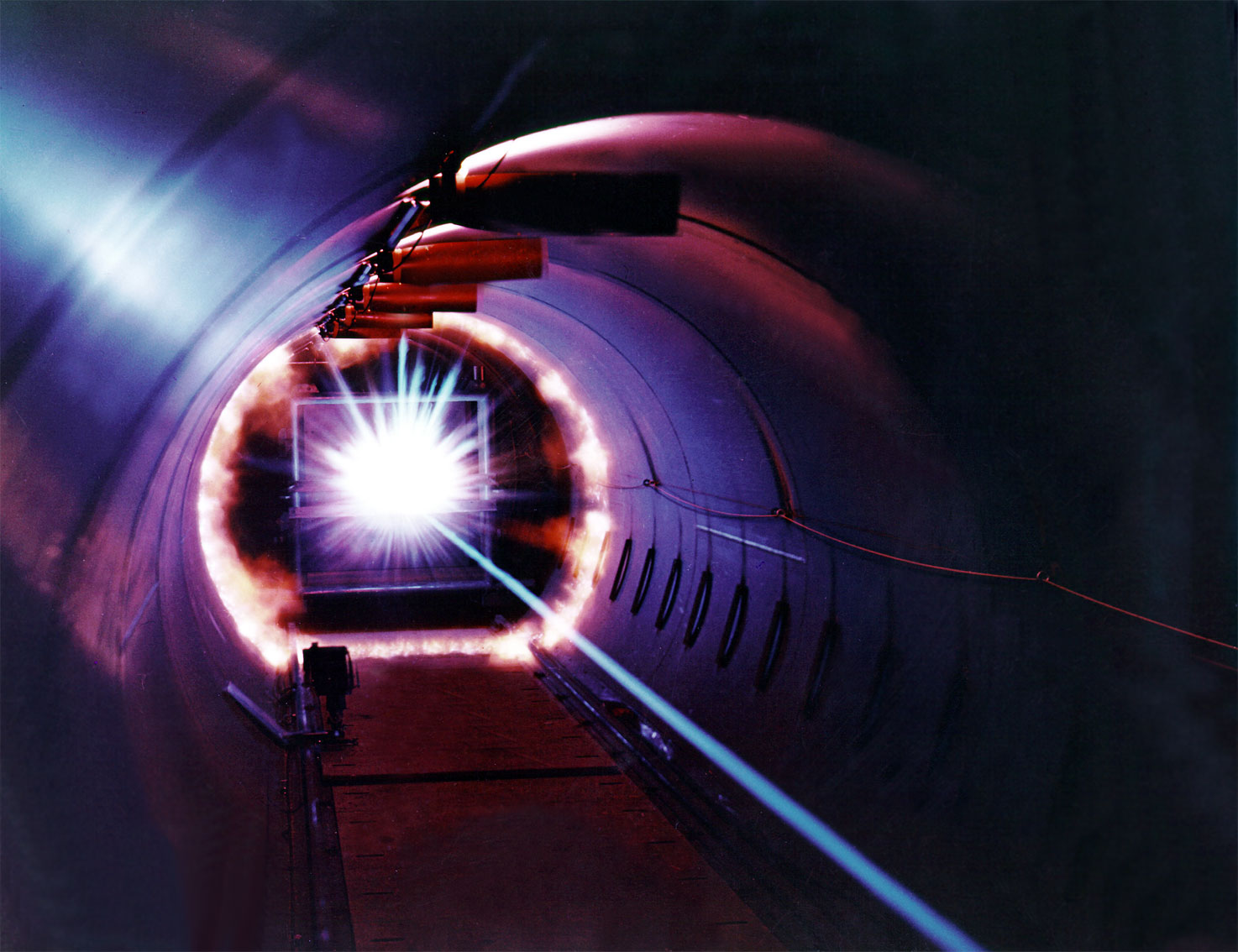
Simulazione di impatto ad alta velocità. Un proiettile a 27000 chilometri orari colpisce un bersaglio fermo, il flash è generato dalla disintegrazione del proiettile sul bersaglio

Con le espressioni detriti spaziali, detriti orbitali, spazzatura spaziale o rottame spaziale si indica tutto ciò che orbita attorno alla Terra, creato dall'uomo e non più utile ad esso. Ricadono in questa definizione gli stadi dei razzi, frammenti di satelliti, scaglie di vernici, polveri, materiale espulso dai motori dei razzi, liquido refrigerante rilasciato dal satellite nucleare RORSAT ed altre piccole particelle.
Nuvole di particelle molto piccole possono causare danni da erosione, come una "sabbiatura".
I detriti spaziali sono aumentati vertiginosamente negli ultimi anni, diventando un problema crescente per l'alta possibilità di collisioni con satelliti attivi che a loro volta produrrebbero altri detriti seguendo lo scenario della cosiddetta Sindrome di Kessler. Lo scontro con detriti anche piccoli, infatti, può risultare distruttivo a causa dell'alta velocità orbitale.
Alcuni veicoli spaziali, come ad esempio la Stazione spaziale internazionale (ISS), sono stati equipaggiati con particolari protezioni per mitigare questo tipo di eventi. Rimangono invece pericolosamente esposte le attività extra-veicolari.
La IADC (Inter Agency Space Debris Committee) è un'organizzazione ONU che si occupa del problema dei detriti spaziali.

## Cronologia
Nel 1958 gli Stati Uniti d'America lanciarono un satellite denominato Vanguard I che è uno dei più longevi superstiti dei detriti spaziali e che, dall'ultimo aggiornamento del 2008, rimane il più vecchio detrito ancora in orbita.
Ai detriti spaziali, secondo quanto affermato da Edward Tufte nel libro Envisioning Information, vanno aggiunti anche un guanto perduto da Edward White durante la prima attività extra-veicolare americana, una macchina fotografica perduta da Michael Collins durante la missione Gemini 10, i sacchi d'immondizia espulsi dai cosmonauti della Mir durante 15 anni di vita della Stazione Spaziale, una chiave inglese ed uno spazzolino da denti.
Sunita Williams ha perso un'altra macchina fotografica durante un'attività extra-veicolare (EVA) durante la missione STS-116. Durante la missione STS-120, nel corso di un'altra attività extra-veicolare (EVA) per la riparazione di uno strappo in un pannello solare, è stato perso un paio di pinze. Durante la missione STS-126 Heidemarie M. Stefanyshyn-Piper ha perso una cassetta degli attrezzi, delle dimensioni di una ventiquattrore.
Molti di questi inusuali oggetti sono rientrati in atmosfera nell'arco di poche settimane, in virtù dell'orbita di rilascio, e, comunque, non rappresentano un contributo significativo rispetto alla quantità di detriti in orbita. La maggior parte di essi, infatti, è generato dalle esplosioni. In circa 200 di questi eventi, sono stati prodotti circa 100 tonnellate di detriti che sono ancora in orbita. La maggior parte della spazzatura spaziale è concentrata lungo orbite terrestri basse, sebbene qualcuno si trovi anche oltre l'orbita geosincrona.
La prima manovra evasiva, un'accensione di 7 secondi da parte del sistema di controllo dell'assetto (Reaction control system), eseguita dallo Space Shuttle, missione STS-48, per evitare una collisione con un frammento del satellite Cosmos 995 è stata effettuata nel settembre del 1991.
Il 27 marzo 2007 un detrito proveniente da un satellite spia russo ha sfiorato pericolosamente un Airbus A340 della Lan Chile (LAN Airlines), con a bordo 270 passeggeri, in volo tra Santiago del Cile (Cile) ed Auckland (Nuova Zelanda). L'aereo stava volando sopra l'Oceano Pacifico che è considerato il posto più sicuro per il rientro di un satellite a causa delle vaste aree di mare inabitate.
L'11 luglio 1979 lo Skylab, in anticipo rispetto ai piani originali a causa di un'intensa attività solare che lo spinse in un'orbita più bassa, rientrò nell'atmosfera terrestre disintegrandosi e provocando una pioggia di detriti che ricaddero, senza provocare danni, lungo una rotta estesa dall'Oceano Indiano meridionale all'Australia occidentale.
Un'analisi di rischio, condotta per una missione dello Space Shuttle Atlantis nell'ottobre 2008, ha concluso che ci fosse un altissimo rischio dovuto ai detriti spaziali con 1 su 185 possibilità di impatto catastrofico. Questo livello di rischio richiese una decisione di lancio di livello elevato.

Considerando che una tipica missione dello Space Shuttle diretta verso la Stazione Spaziale Internazionale (ISS) si svolge ad una quota di 370 chilometri, questo comporta un rischio di 1 su 300. Il rischio è maggiore in una missione di servizio per il telescopio spaziale Hubble, che orbita a circa 560 chilometri di altitudine, dove maggiore è la presenza di detriti. I piani di diminuzione del rischio per queste missioni includono il volo dello Space Shuttle di coda, che consente ad eventuali detriti di impattare prima con i motori principali.
La Stazione spaziale internazionale (ISS) il 13 marzo 2009,  è stata messa in stato di allerta, con l'equipaggio pronto a evacuare per il rischio di collisione con un frammento di detrito orbitale.

## Tracciatura
Sia i sensori radar che ottici, come i laser, sono utilizzati per tracciare i detriti spaziali. Tuttavia, determinare con precisione le orbite è molto difficoltoso. Tracciare oggetti più piccoli di 10 cm è estremamente difficoltoso a causa della loro sezione molto piccola che ne riduce la stabilità orbitale, ma è possibile. È tecnicamente possibile tracciare anche frammenti più piccoli di 1 cm.
La massima densità di detrito spaziale ha luogo ad un'altitudine di circa 1 000 km. Sulle orbite localizzate a quest'altitudine la densità spaziale di detrito è di circa 0,0001 oggetti/km³.

### Il diagramma di Gabbard
La disposizione dei detriti spaziali creati dalla distruzione di un satellite è stata studiata usando un diagramma di dispersione noto come diagramma di Gabbard. In tale diagramma le altitudini del perigeo e dell'apogeo dei singoli frammenti formati dalla collisione sono correlati con i periodi orbitali degli stessi. La distribuzione del diagramma risultante può essere utilizzata per calcolare la direzione ed il punto di impatto.

## Misurazioni
Il Comando Strategico degli Stati Uniti è in possesso attualmente di un catalogo contenente circa 13 000 oggetti, stilato per evitare almeno in parte errori di interpretazione come missili nemici. L'osservazione dei dati raccolti è tenuta aggiornata attraverso una serie di radar e telescopi terrestri nonché attraverso telescopi spaziali. Tuttavia, la maggior parte dei detriti rimangono inosservati.
È considerato "grande" ogni detrito che rientri nella capacità attuale di detezione, che è attualmente di 1 cm. In termini numerici, alla metà del 2009, la NASA quantificava in 19 000 il numero di detriti di dimensione superiore a 10 cm, a 500 000 quelli compresi tra 1 e 10 cm e stimava a svariate decine di milioni quelli di dimensione inferiore ad 1 cm.
In base all'ESA Meteoroid and Space Debris Terrestrial Environment Reference, Modello MASTER-2005 ci sono più di 600 000 oggetti di dimensioni superiori a 1 cm in orbita.
Quanto alla massa, la maggior parte del peso è concentrata negli oggetti di dimensioni maggiori. Nel 2000 è stato calcolato che 1 500 oggetti pesino più di 100 kg ciascuno e contribuiscano a oltre il 98% del totale del detrito spaziale conosciuto ed orbitante nell'orbita terrestre bassa.
Altre fonti di conoscenza sulla realtà dell'ambiente dei detriti spaziali comprendono campagne di misura da parte del ESA Space Debris Telescope, TIRA (Tracking and Imaging Radar), il radar Haystack, e il radar Cobra Dane ad allineamento di fase. I dati raccolti durante queste campagne sono utilizzati per validare i modelli dell'ambiente dei detriti, come l'ESA-MASTER. Tali modelli sono l'unico mezzo per valutare l'impatto dei rischi causati da detriti spaziali in quanto solo gli oggetti più grandi possono essere tracciati regolarmente.
Il recupero di detriti spaziali è un'altra preziosa fonte di informazioni sui frammenti submillimetrici. Il satellite LDEF rilasciato dallo Space Shuttle Challenger, missione STS-41-C e recuperato dallo Space Shuttle Columbia, missione STS-32 dopo 68 mesi in orbita ha consentito, attraverso l'attento esame delle sue superfici, di analizzare la distribuzione e la composizione del flusso di detriti. Il satellite EURECA rilasciato dallo Space Shuttle Atlantis, missione STS-46, nel 1992 e recuperato dallo Space Shuttle Endeavour, missione STS-57, nel 1993, è un altro esempio.
Il pannello solare del Telescopio spaziale Hubble, recuperato durante la missione STS-61 dallo Space Shuttle Endeavour, è una fonte importante di informazione sui detriti spaziali. I crateri d'impatto trovati sulla sua superficie sono stati contati e classificati dall'ESA per fornire un altro mezzo di validazione dei modelli.
Il NASA Orbital Debris Observatory traccia i detriti spaziali utilizzando un telescopio a specchio liquido di 3 m.

## Mitigazione

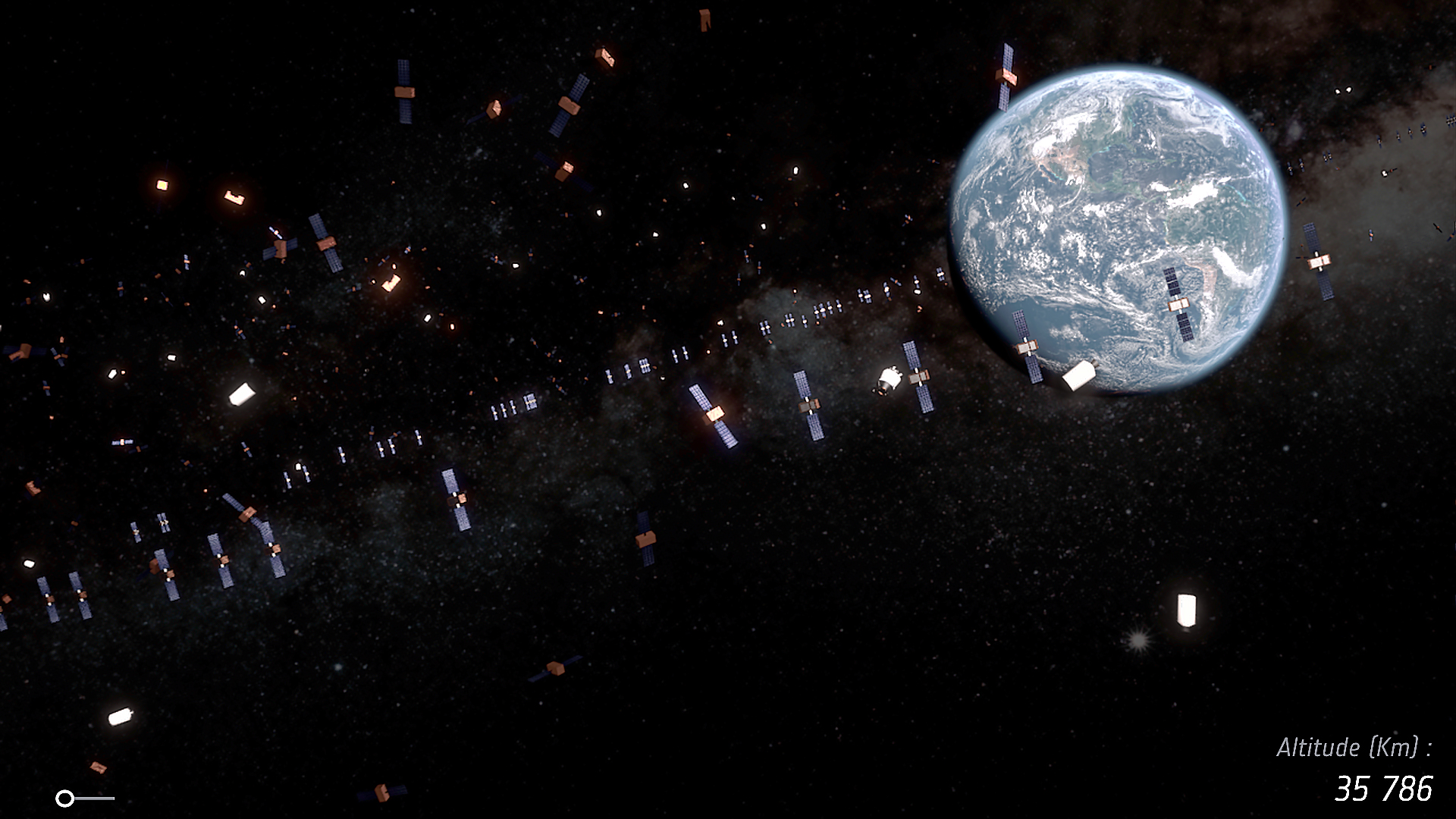
Rappresentazione artistica dei satelliti attivi e dei detriti spaziali presenti nella fascia dell'orbita geostazionaria.

Al fine di ridurre la generazione di ulteriori zone contenenti detriti spaziali, un certo numero di azioni sono state proposte: la passivazione degli stadi superiori spenti, attraverso il rilascio del combustibile residuo, è destinato a ridurre il rischio di esplosioni in orbita che potrebbero generare migliaia di altri frammenti. Gli ostacoli più grandi a un intervento nascono dalla difficoltà di raggiungere un accordo su base internazionale.
Il recupero dei satelliti in orbita alla fine della loro vita operativa potrebbe essere un'altra efficace misura di mitigazione. Questo potrebbe essere facilitata con un cavo (tether) di terminazione, un cavo (tether) elettrodinamico che, srotolato fuori dal velivolo, lo rallenta. Nel caso in cui un'azione diretta e controllata di deorbitazione richiedesse troppo carburante, un satellite potrebbe essere collocato in un'orbita dove la resistenza atmosferica, dopo alcuni anni, provocherebbe la deorbitazione. Tale manovra è stata effettuata con successo con il satellite francese SPOT, portando il suo tempo di rientro atmosferico previsto in 200 anni a circa 15 anni, riducendo il perigeo da 830 a circa 550 km.
Alle quote orbitali dove non sarebbe economicamente fattibile deorbitare un satellite, come quelli dell'anello geostazionario (GEO), i vecchi satelliti sono portati su un'orbita cimitero in cui non sono presenti satelliti operativi.

## Incidenti
La prima e più grande formazione di detriti spaziali dovuta a collisione è avvenuta il 10 febbraio 2009 alle 16:56 UTC. Il satellite inattivo Cosmos 2251 ed il satellite operativo Iridium 33 si sono scontrati a 789 chilometri di altezza sopra la Siberia settentrionale. La velocità di impatto relativa è stata di circa 11,7 chilometri al secondo, approssimativamente 42 120 chilometri orari. Entrambi i satelliti sono andati distrutti. La collisione ha prodotto una considerevole mole di detriti (in numero stimato di 1 700) che costituiscono un rischio aggiuntivo per i velivoli spaziali.
Un altro grande scontro avvenne il 22 gennaio 2013 tra il detrito provocato dall'esplosione del satellite cinese Fengyun 1C e il nano-satellite BLITS del peso di 7,5 kg circa, impiegato per esperimenti di riflessione di raggi laser. La collisione tra il detrito spaziale cinese e il satellite russo avrebbe fatto cambiare la sua orbita e la sua velocità di rotazione e assetto.